# Judith de Leeuw (diskjockey)
Judith de Leeuw (Enschede, 6 december 1936 – Amsterdam, 4 maart 2025) was een  Nederlands diskjockey
De Leeuw groeide op in de Stadion- en Rivierenbuurt te Amsterdam. Ze ging de muziekwereld in als zangeres bij Max van Praag, Rudi Carrell en Willy Alberti. Ze is dan ook af en toe op televisie te zien, maar vooral in theaters. Ze kende Rob Rip uit de tijd dat ze aan de kunstacademie van Enschede een opleiding volgde. Rip was bij Radio Veronica werkzaam als Rob van Dijk. Hij vroeg haar daar ook te komen presenteren. Zij werd bekend in Nederland toen zij op 1 juni 1963 aantrad als een van de twee vrouwelijke diskjockeys van Radio Veronica; de andere was Tineke de Nooij. De Leeuw volgde Fred van Amstel op, die onmin kreeg met het bestuur. Judith de Leeuw moest een artiestennaam aannemen vanwege de wrijving tussen commerciële en publieke omroep. Het werd Anushka, naar de laatste single Wie kust Anushka?!, die ze in haar eerste programma moest afkondigen. In 1964 huwde ze Hans Dirkse, muziekliefhebber, maar ook medewerker van diezelfde zender. Hij presenteerde onder de naam Hans Cruysen. Hij runde later nog een discotheek in Heerlen.
Anushka presenteerde Jukebox, Koffietijd en Muziek bij de lunch. Een samenwerking met geluidstechnicus Ad Bouman mislukte.
Anuschka nam zelf ook een plaatje op. Decca gaf de single uit met Anuschka op de A-kant en De laatste bloemen als B-kant.
De Leeuw overleed op 4 maart 2025 op 88-jarige leeftijd.